# Смерековець
Смерековець або Смереківець (пол. Smerekowiec) — лемківське село у сучасній Польщі, у гміні Устя-Горлицьке Горлицького повіту Малопольського воєводства. Населення — 482 особи (2011).

## Розташування
Село розташоване на відстані 12 кілометрів на схід від Устя Горлицького, 21 км на південний схід від Горлиців та 117 км на південний схід від Кракова.
Лежить на берегах річки Ждиня — правої притоки Ропи.

## Історія
За податковим реєстром 1581 р. село у Бецькому повіті було власністю за волоським правом Себастіяна Гладиша; належав до парохії Ждиня, в селі було 5 селянських дворів і господарство солтиса.
До 1834 р. до місцевої парохії входили також Гладишів і Вірхня.
Книги народжених і померлих провадились із 1784 p., вінчання — з 1758 р.
До 1945 р. в селі була греко-католицька парохія Горлицького деканату
В селі були москвофільська читальня імені Качковського. В роки Першої світової війни місцевого пароха о. Волянського вивезено до табору інтернованих в Талергофі.
До виселення українців у селі було переважно лемківське населення: з 820 жителів — 800 українців, 5 поляків і 15 євреїв.
У 1947 році в рамках операції «Вісла» українців-лемків депортовано на понімецькі землі, натомість завезено поляків.
У 1975-1998 роках село належало до Новосондецького воєводства.

## Демографія
Демографічна структура станом на 31 березня 2011 року:
|          | Загалом | Допрацездатний вік | Працездатний вік | Постпрацездатний вік |
| -------- | ------- | ------------------ | ---------------- | -------------------- |
| Чоловіки | 249     | 72                 | 161              | 16                   |
| Жінки    | 233     | 68                 | 132              | 33                   |
| Разом    | 482     | 140                | 293              | 49                   |

## Пам'ятки
Об'єкти, перераховані в реєстрі пам'яток Малопольського воєводства:
- В селі є мурована колишня греко-католицька церква св. apx. Михаїла 1818 р., з 1974 р. передана римо-католицькій громаді.
- Поряд є також Військове кладовище № 56 часів Першої світової війни[6].

## Відомі люди
- Юліан (Пелеш) — греко-католицький єпископ Станіславівський (1885—1891), Перемиський, Самбірський і Сяноцький (1891—1896).